# Horia Scutaru-Ungureanu
Horia Scutaru-Ungureanu (n. 30 octombrie 1943, Roman, Neamț – d. 22 noiembrie 2014, București) a fost un fizician român, membru titular (1995) al Academiei Române.